# Adrian Carton de Wiart
General-pukovnik Sir Adrian Paul Ghislain Carton de Wiart,   (Bruxelles, 5. svibnja 1880. – Cork (okrug), 5. lipnja 1963.) bio je časnik britanske vojske belgijskog i irskog podrijetla.  Odlikovan je Viktorijinim križem, najvišim vojnim odlikovanjem koje se dodjeljuje za hrabrost u Ujedinjenom kraljevstvu i raznim drugim zemljama Commonwealtha.  Služio je u Burskom ratu, Prvom svjetskom ratu i Drugom svjetskom ratu. Bio je upucan u lice, glavu, trbuh, gležanj, nogu, kuk i uho. Također je oslijepio na lijevo oko, preživio dvije avionske nesreće te prokopao tunel iz logora za ratne zarobljenike. Otkinuo je vlastite ozlijeđene prste kada ih je liječnik odbio amputirati. Opisujući svoja iskustva u Prvom svjetskom ratu, napisao je: "Iskreno, uživao sam u ratu." 
Nakon povratka kući iz vojne službe u Drugom svjetskom ratu, poslan je u Kinu kao osobni izaslanik Winstona Churchilla. Tijekom puta sudjelovao je na Kairskoj konferenciji.
U svojim memoarima, Carton de Wiart je napisao: „Vlade mogu govoriti i misliti što hoće, ali prava i neosporna moć leži u sili. Kažu da je pero jače od mača, no ja znam koje bih oružje radije izabrao.“  Također smatralo se da je Carton de Wiart poslužio kao inspiracija za lik brigadira Bena Ritchie-Hooka u trilogiji Mač časti autora Evelyn Waugha. Oxfordski rječnik nacionalnih biografija opisao ga je ovako: "S crnim povezom preko oka i praznim rukavom, Carton de Wiart izgledao je poput elegantnog pirata i postao legendarna figura."